# Alan Smithee
Alan Smithee, Allen Smithee, Alan Smythee lub Adam Smithee – pseudonim używany od 1969 roku głównie przez hollywoodzkich reżyserów, którzy uważali, że końcowa wersja filmu odbiega od ich wizji i nie chcieli podpisać filmu swoim nazwiskiem. Reżyser musiał udowodnić przed przedstawicielami Amerykańskiej Gildii Reżyserów (Directors Guild of America, DGA) i Stowarzyszenia Producentów Filmowych i Telewizyjnych (Association of Motion Picture and Television Producers), że została mu odebrana kontrola nad kształtem filmu. Reżyser musiał również zagwarantować, że nie wyjawi powodów swojego niezadowolenia. Dodatkowo, pseudonim nie mógł stanowić ochrony reżysera przed błędami w sztuce reżyserskiej.
Po raz pierwszy pseudonim ten został użyty w filmie Śmierć rewolwerowca (Death of a Gunfighter) z 1969. Podczas kręcenia filmu jeden z aktorów, Richard Widmark, był niezadowolony ze współpracy z reżyserem Robertem Tottenem. Zastąpił go Don Siegel, który jednak po ukończeniu filmu odmówił, podobnie jak wcześniej Totten, podania jego nazwiska w napisach końcowych. DGA początkowo zaproponowała pseudonim „Al Smith”, ale ponieważ już istniał reżyser o takim nazwisku, zmieniono go na „Allen Smithee”. Film w reżyserii „Smithee’ego” został dobrze przyjęty przez krytyków.
Od tej pory pseudonim Alan Smithee (lub w podobnej formie) został użyty w kilkudziesięciu filmach i serialach telewizyjnych. W 1999 DGA postanowiła zaprzestać używania wyłącznie tego pseudonimu. Zmiana ta wiąże się prawdopodobnie z pojawieniem się w 1997 komedii An Alan Smithee Film: Burn Hollywood Burn, w której główny bohater – reżyser filmowy – chce zrzec się autorstwa swojego filmu, ale okazuje się to niemożliwe, bo sam nazywa się Alan Smithee. Reżyser tej komedii Arthur Hiller uzyskał zgodę DGA na zastąpienie jego nazwiska pseudonimem Alan Smithee. Zamieszanie związane z tym filmem spowodowało, że obecnie każdy przypadek niezadowolonego reżysera otrzymuje swój własny pseudonim. Pierwszym przykładem nowego postępowania DGA był film Supernova z 2000, gdzie zamiast nazwiska reżysera Waltera Hilla pojawił się pseudonim „Thomas Lee”.

## Geneza
Dokładne pochodzenie imienia Alan Smithee nie jest znane. Jedna z teorii mówi, że twórcy "Śmierci rewolwerowca" ułożyli je ze słów the alias man.